# Langensalzaer Travertin

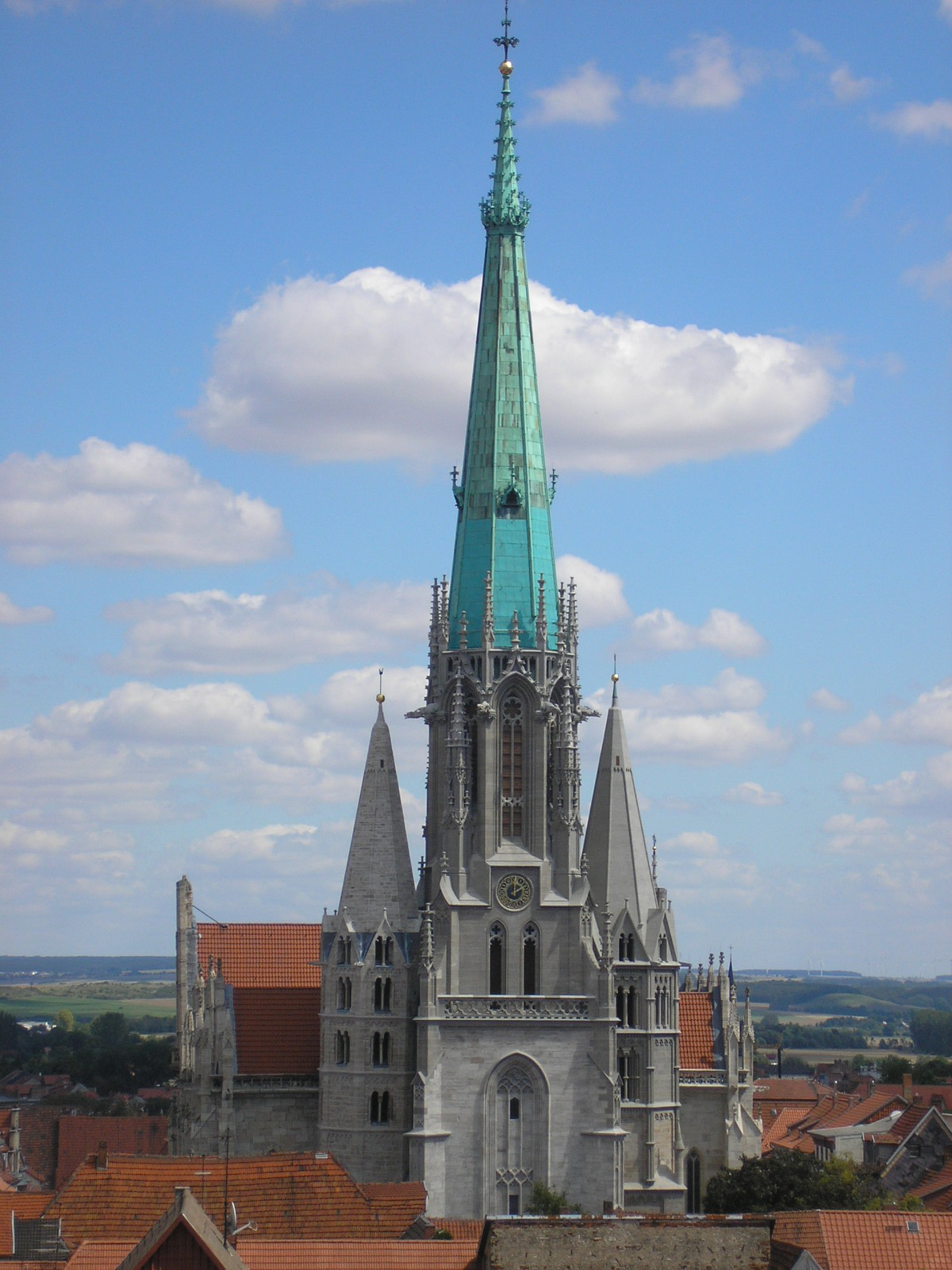
Marienkirche in Mühlhausen aus Langensalzaer Travertin

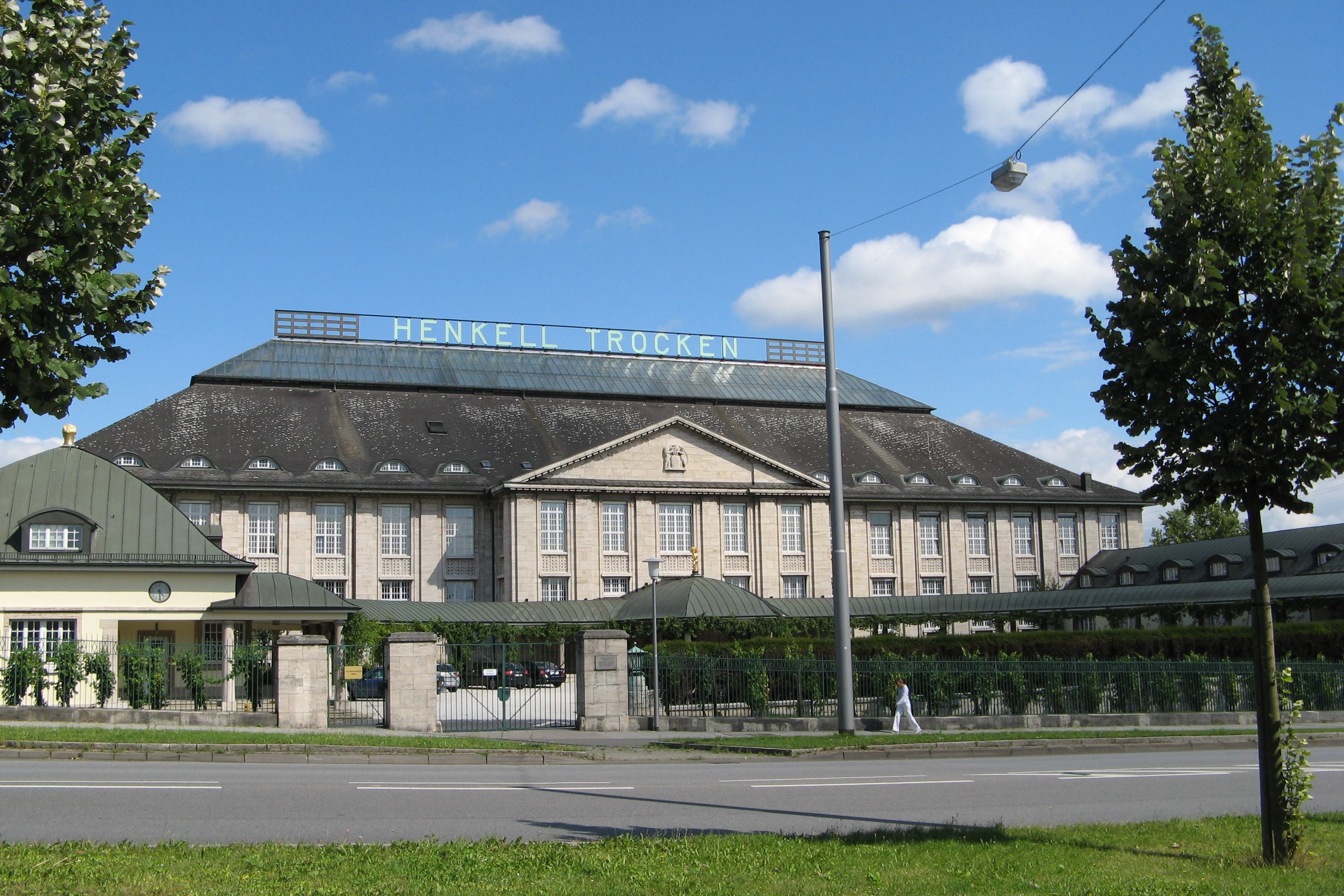
Verwaltungsgebäude der Sektkellerei Henkell & Söhnlein in Wiesbaden aus Langensalzaer Travertin

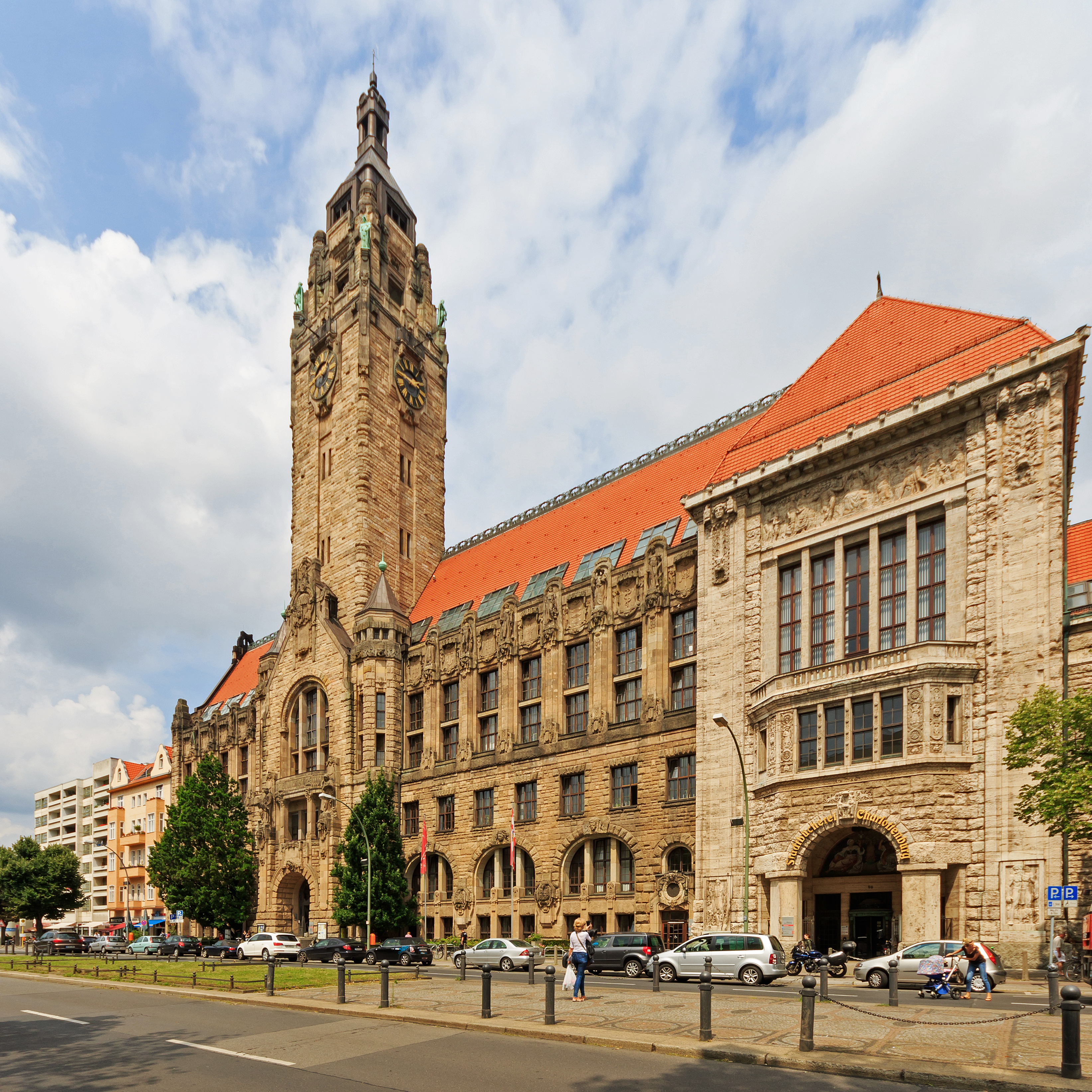
Rathaus Charlottenburg in Berlin aus Langensalzaer Travertin

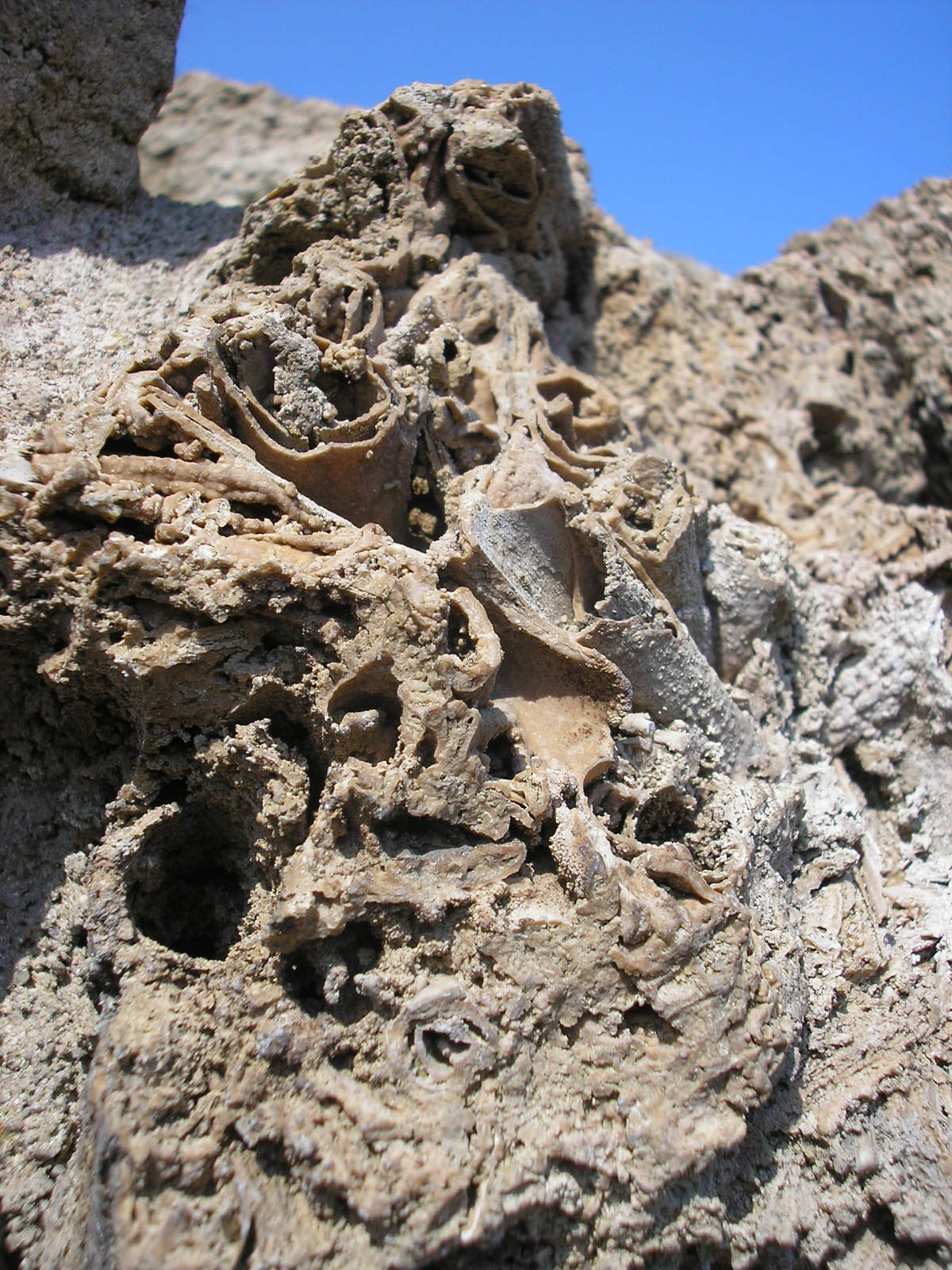
Detailansicht eines verwitterten Travertin-Steins an der Stadtmauer von Bad Langensalza

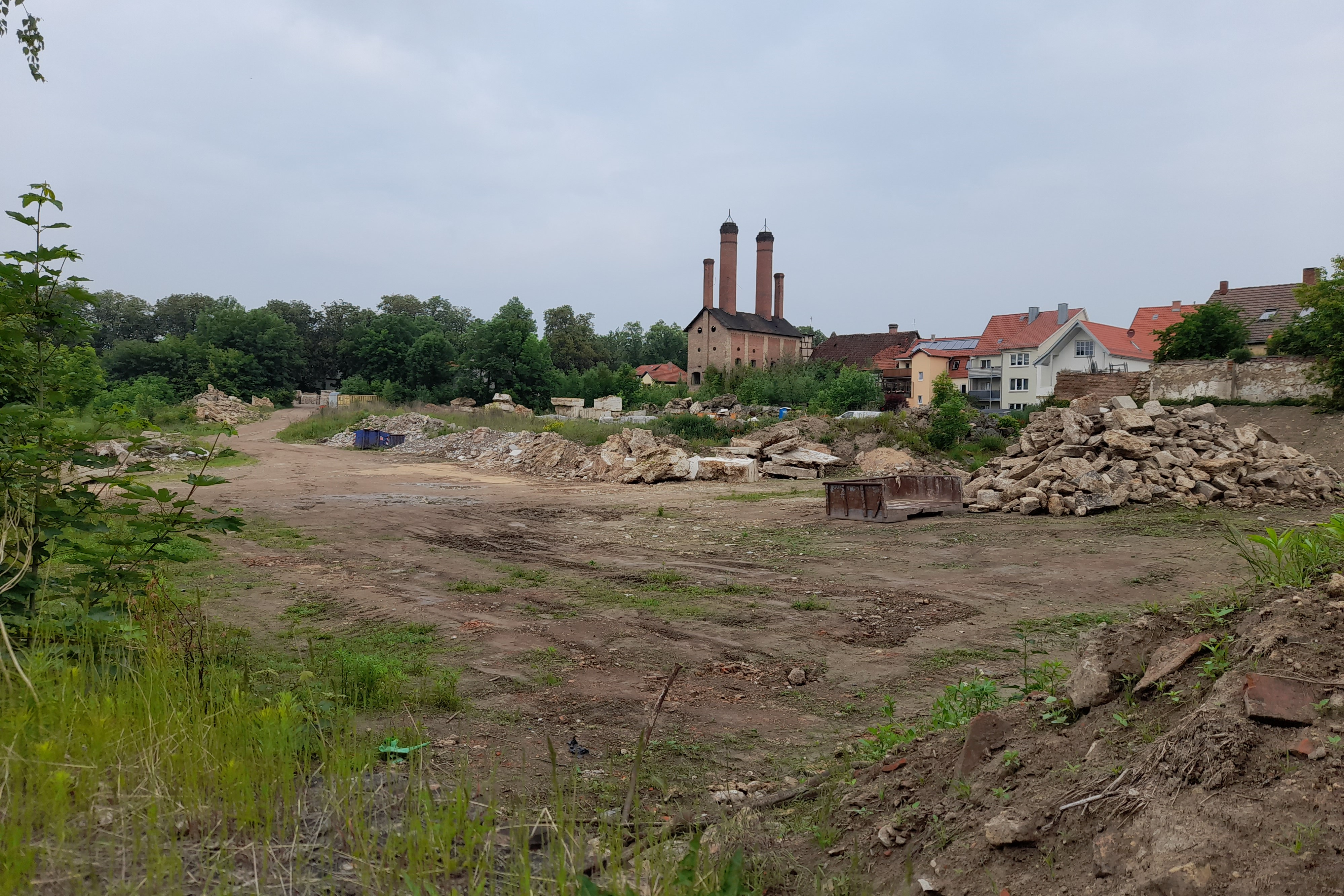
Der Travertin-Steinbruch der TRACO-GmbH in der Altstadt von Bad Langensalza. Im Hintergrund die ehemalige Malzfabrik Langensalza

Der Langensalzaer Travertin ist der einzige Thüringer Travertin, der im Thüringer Becken in Steinbrüchen gewonnen wird (Stand: 2008). Er kommt in der Nähe der Stadt Bad Langensalza im Unstrut-Hainich-Kreis in Thüringen vor und entstand in zwei Phasen vor 125.000 Jahren im Mittelpleistozän und vor 10.000 Jahren im Holozän.

## Vorkommen des Thüringer Travertins
Die bedeutendsten Vorkommen des Thüringer Travertins liegen im Unstruttal bei Bad Langensalza, Mühlhausen, Gräfentonna, Greußen und Clingen. Weitere Lagerstätten befinden sich bei Mühlberg südöstlich von Gotha, bei Kindelbrück, Bad Tennstedt, Klein-Ballhausen, im Ilmtal bei Ehringsdorf, Taubach und Weimar und bei Jena in den Orten Engerda, Winzerla sowie Leutra.
Das Vorkommen des Langensalzaer Travertins im Salzatal führt Gesteinsbänke in einer Abbau relevanten Mächtigkeit von 0,65 bis 2,10 Meter. Im Unstruttal liegt die Bankhöhe bei 3 Metern. Die gesamte Mächtigkeit des Travertins beträgt bis zu 20 Meter. Das Vorkommen liegt relativ oberflächennah und kann ohne größere Probleme abgebaut werden.

## Langensalzaer Travertin

### Entstehung und Gesteinsbeschreibung
Bei den Travertinen handelt es sich um Süßwasserkalksteine, während die anderen Kalksteine in Salzwassern gebildet wurden. Dieser Travertin (Kalktuff und Werksteintravertin) lagerte sich auf dem Boden eines nacheiszeitlichen Fließgewässers ab. Langensalzaer Travertin entstand durch Ausfällungsprozesse aus kalkhaltigen Wassern (Karstquellen), wobei die abgestorbene Tier- und Pflanzenwelt zu festen Kalksteinen versteinerte.
Dieser Travertin ist hellgelblich bis bräunlich gefärbt und besitzt wie alle Travertine unregelmäßig große Poren, die jedoch in der Regel nicht kapillar verbunden sind. Im Handel wird gespachtelter Travertin angeboten, dessen Poren gefüllt wurden, so dass er dichteren Kalksteinen ähnelt.

### Gewinnung und Verwendung
Gewonnen wird dieser Travertin mit der Seilsäge oder der sogenannten Schräme, einer fahrbaren Kettensäge, die die Rohblöcke aus dem Gesteinsvorkommen sägt. Dieser Travertin wird nach seiner Gewinnung weiter zu Mauersteinen, profilierten Gesimsen und Fassadenplatten mittels Steinsägen für die jeweiligen Zwecke aufs Maß gesägt. Travertine können, um die teilweise großen Poren zu schließen, gespachtelt werden. Sie werden aber auch ungespachtelt verbaut. Beim Aufsägen der Rohblöcke mit Gattersägen können sie gegen das Lager aufgesägt werden, wenn die Ablagerungsstruktur als Bänderung oder Streifung erkennbar werden soll. Beim Aufteilen mit dem Lager entstehen dichtere Oberflächen mit geringerem Porenvolumen ohne erkennbare Bänderung oder Streifung. Bruchfrisch lässt sich Travertin leicht handwerklich bearbeiten, da er in diesem Zustand relativ weich ist. Nach dem Aushärten ist Travertin frostfest und teilpolierfähig. Die Politur im Freien lässt unter den derzeitigen Wetterverhältnissen relativ schnell nach. Es entsteht eine graue Patina.
Verwendet wurde Langensalzaer Travertin erstmals am Kloster Homburg um 800, das Karl der Große gestiftet haben soll, und für den Westflügel des Schlosses Dryburg, der 1011 als Sitz der Herren von Salza erbaut wurde. Seit dem 12. Jahrhundert wurde dieser Travertin an nahezu allen öffentlichen Gebäuden Bad Langensalzas verbaut, wie z. B. an der Marktkirche St. Bonifacii, der Stadtbefestigung und ihren Türmen, dem Rathaus (1752), für die Kursächsische Ganzmeilensäule und für den Kursächsischen Viertelmeilenstein. Auch die historischen Privathäuser der Stadt bestehen zumindest teilweise aus Travertin (Portale, Kellergewölbe). In der Stadt ließ sich der Stein leicht gewinnen, da vor Ort ein Vorkommen bestand. Dieses befand sich innerhalb der Befestigungsanlagen im Südwesten der Stadt. 
In Mühlhausen entstand die Marienkirche aus dem 13. Jahrhundert. Das Rathaus in Berlin-Charlottenburg, die Fassade der Bosch AG (1916/1917), das Nordsternhaus in Berlin-Schöneberg (1912) in Berlin und das Verwaltungsgebäude der Sektkellerei Henkell & Söhnlein (1907–1909) in Wiesbaden sind aus diesem Travertin. 1929 baute Mies van der Rohe den deutschen Pavillon auf der Weltausstellung in Barcelona unter Verwendung des Langensalzaer Travertins. Beim Erweiterungsbau der Alten Reichskanzlei (1928–1930) in Berlin wurde das Fenstergewände aus diesem Travertin eingebaut. Der Tauentzienpalast wurde teilweise mit Langensalzaer Travertin verkleidet, wie auch das Faber-Hochhaus in Magdeburg. 
Nach dem Ende des Zweiten Weltkriegs wurde Langensalzaer Travertin 1950/1951 für das Planetarium in Stalingrad (Wolgograd) geliefert und vor allem im Rahmen des fünfjährigen Nationalen Aufbauwerk der DDR von 1951 wurde Langensalzaer Travertin verwendet, wie z. B. für die Sporthalle an der Stalinallee in Berlin und beim Wiederaufbau des Bahnhofs in Magdeburg. In der DDR wurde das Gestein bis zur Phase der Kunststeinproduktion anstelle von Naturstein häufig verwendet, nach der Wende und gegenwärtig (Stand 2008), wird es wieder häufig nachgefragt.